# Hanne Agersnap
Hanne Agersnap, née le 5 septembre 1960 à Copenhague (Danemark), est une femme politique danoise. Membre du Parti populaire socialiste, elle est députée au Folketing de 2007 à 2011.

## Biographie
Hanne Agersnap suit des études de géographie culturelle à l'université de Copenhague, dont elle est diplômée en 1990. Après ses études, elle est jusqu'en 1998 consultante pour la société de conseils Cowi. Elle rejoint ensuite la branche danoise de CARE International comme coordinatrice de projet. En 2001, elle retourne à des activités de conseil.
Elle s'engage au sein du Parti populaire socialiste, et est élue conseillère municipale de Lyngby-Taarbæk sous les couleurs du mouvement lors des élections locales de novembre 2005. Elle est élue députée au Folketing lors des élections législatives anticipées de novembre 2007, et renonce alors à son mandat municipal. Durant son mandat, elle est la porte-parole de son groupe parlementaire sur les questions de recherche, de technologie et de citoyenneté.
Elle n'est pas candidate à sa réélection pour un second mandat lors des élections législatives de septembre 2011.
Elle retrouve un siège au conseil municipal de Lyngby-Taarbæk lors des élections locales de novembre 2013. Elle y est réélue en novembre 2017, année où son fils Sigurd Agersnap devient également conseiller municipal. En avril 2021, elle annonce son intention de se retirer de la vie politique à l'occasion des élections municipales de novembre 2021.